# Fekete szövőmadár
A fekete szövőmadár (Ploceus nigerrimus) a madarak osztályának a verébalakúak (Passeriformes) rendjéhez, ezen belül a szövőmadárfélék (Ploceidae) családjához tartozó faj.

## Rendszerezése
A fajt Louis Pierre Vieillot francia ornitológus írta le 1819-ben. Jelenlegi besorolása vitatott, egyes szervezetek a Textor nembe sorolják Textor nigerrimus néven.

## Alfajai
- Ploceus nigerrimus castaneofuscus Lesson, 1840
- Ploceus nigerrimus nigerrimus Vieillot, 1819[1]

## Előfordulása
Angola, Benin, Bissau-Guinea, Burundi, Dél-Szudán, Kamerun, a Közép-afrikai Köztársaság, a Kongói Demokratikus Köztársaság, a Kongói Köztársaság, Elefántcsontpart, Egyenlítői-Guinea, Gabon, Gambia, Ghána, Guinea, Kenya, Libéria, Nigéria, Ruanda, Sierra Leone, Szváziföld, Tanzánia, Togo és Uganda területén honos.
A természetes élőhelye a szubtrópusi vagy trópusi síkvidéki esőerdők, száraz erdők és szavannák.

## Megjelenése
Testhossza 17 centiméter, testtömege 25–42 gramm.
|  |

## Életmódja
Rovarokkal táplálkozik.